# Maria Leissner

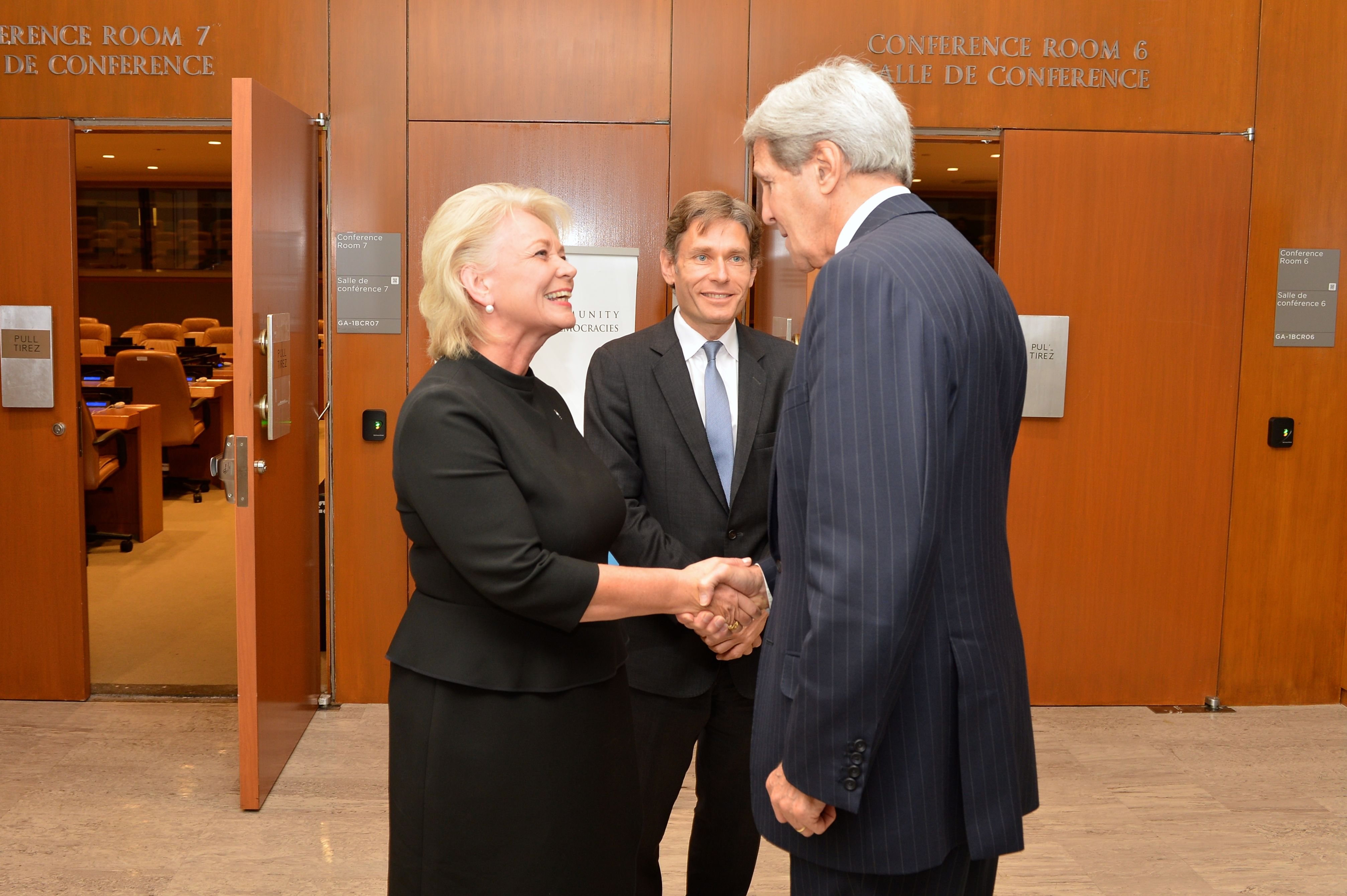
USA:s utrikesminister John Kerry hälsar på Maria Leissner inför hennes medverkan i Community of Democracies samling i UN, New York den 1 oktober 2015.

Annika Maria Leissner, född 21 januari 1956 i Oskar Fredriks församling i Göteborg, är en svensk politiker (folkpartist), ämbetsman och diplomat. Mellan 1995 och 1997 var hon partiordförande för Folkpartiet (nuvarande Liberalerna).

## Biografi
Efter gymnasiestudier på Göteborgs högre samskola studerade Maria Leissner på internationella ekonomilinjen vid Uppsala universitet. Leissner blev VD-assistent vid British-Swedish Chamber of Commerce 1981.

### Politisk karriär
Maria Leissner var förbundssekreterare i Liberala ungdomsförbundet 1981–1983, dess ordförande 1983–1985, organisationssekreterare i Rädda Barnen från 1985, styrelseledamot i Svensk volontärsamverkan från 1985.
Leissner blev ledamot av Folkpartiets partistyrelse 1983 och som politiker har hon främst visat ett stort intresse för utrikesfrågorna. 1985–1991 var hon riksdagsledamot och verkade bland annat i riksdagens utrikesutskott.
I folkomröstningen om EU-medlemskap i Sverige 1994 ledde Leissner Folkpartiets kampanj som stod för ett medlemskap i unionen.
Efter den borgerliga valförlusten i riksdagsvalet 1994 avgick Bengt Westerberg som partiledare och Maria Leissner blev 1995 Folkpartiet Liberalernas första kvinnliga partiordförande. Westerberg hade velat samarbeta med socialdemokraterna efter valet 1994, men under Leissners tid blev den borgerliga profilen tydligare. Partiet blev också mer engagerat i utrikespolitiken. Leissner kritiserade bland andra statsminister Göran Persson för hans uttalanden om Kina.
Hennes sambo, fysikern Hans Holmgren, omkom den 24 februari 1996 i en bilolycka i Dalarna där hon själv blev skadad. Hon lyckades inte vända de vikande opinionssiffrorna och avgick 1997. Hon fick aldrig pröva sitt ledarskap i ett riksdagsval. Hennes avgång har använts som exempel på hur opinionsinstitutens makt ökade under 1990-talet. 

### Karriär efter politiken
Efter ett uppdrag som rådgivare inom Sida kom Leissner 2000 till Utrikesdepartementet. Hon var ambassadör i Guatemala City 2000–2004 med sidoackrediteringar i Belmopan, San José (från 2001), San Salvador och Tegucigalpa..
Under perioden 2004–2005 ansvarade hon för ett internationellt demokratiseringsprojekt i Bagdad i Irak, organiserat av det amerikanska National Democratic Institute for International Affairs (NDI).
I december 2006 förordnades hon som ordförande i delegationen för romska frågor av integrationsminister Nyamko Sabuni.
I januari 2007 meddelade biståndsminister Gunilla Carlsson, att hon bett Leissner att vara hennes särskilda ambassadör i arbetet med demokrati och utveckling.
Leissner utsågs på våren 2007 till ordförande för Högskolan i Borås.
Sommaren 2012 blev hon generalsekreterare för Community of Democracies med säte i Warszawa.
Den 5 oktober 2017 utsågs hon till ambassadör i Porto-Novo i Benin, men är stationerad i Stockholm.